# Haliplus triopsis
Haliplus triopsis är en skalbaggsart som beskrevs av Thomas Say 1825. Haliplus triopsis ingår i släktet Haliplus och familjen vattentrampare. Inga underarter finns listade i Catalogue of Life.